# Prospero Colonna di Sciarra
Pour les articles homonymes, voir Colonna et Sciarra.
Prospero Colonna di Sciarra, né le 17 janvier 1707 à Rome, alors capitale des États pontificaux, et mort dans la même ville le 20 avril 1765, est un cardinal italien du XVIIIe siècle.

## Biographie
Prospero Colonna di Sciarra est préfet de la Maison pontificale. 
Le pape Benoît XIV le crée cardinal-diacre au titre de Sant'Agata dei Goti lors du consistoire du 9 septembre 1743. Il participe au conclave de 1758, lors duquel Clément XIII est élu.
De 1761 à 1765 il est pourvu protecteur de l'abbaye de Cercamps à Frévent dont il fut le 52e abbé par bulle du pape du 6 mai 1761 et lettres-patente du roi du 22 mai.
Prospero Colonna di Sciarra est le frère du cardinal Girolamo Colonna di Sciarra (1743) et le grand-oncle du cardinal Benedetto Barberini (1826).  
Les autres membres de la famille Colonna ayant été cardinaux sont : Giovanni Colonna (1212), Giacomo Colonna (1278), Pietro Colonna (1288), Giovanni Colonna (1327),  Agapito Colonna (1378), Stefano Colonna (1378), Oddone Colonna,  le pape Martin V (1405), Prospero Colonna (1426), Giovanni Colonna (1480), Marco Antonio Colonna (1565), Ascanio Colonna (1586), Girolamo Colonna (1627), Carlo Colonna (1706), Prospero Colonna (1739), Marcantonio Colonna (1759), Pietro Colonna (1766) et Benedetto Barberini (1828).